# 185
El año 185 (CLXXXV) fue un año común comenzado en viernes del calendario juliano, en vigor en aquella fecha.
En el Imperio romano el año fue nombrado el del consulado de Lascivio y Atilio, o menos frecuentemente, como el 938 ab urbe condita, siendo su denominación como 185 a principios de la Edad Media, al establecerse el anno Domini.

## Acontecimientos
- 7 de diciembre: La primera supernova de la que se tiene registro histórico, SN 185, se observa entre las constelaciones de Circinus y Centaurus.

## Nacimientos
- Orígenes, Teólogo, uno de los Padres de la Iglesia Católica.

## Fallecimientos
- Tigidio Perenio, prefecto de la guardia pretoriana del emperador romano.